# Испанско-коморские отношения
Испанско-коморские отношения — двусторонние дипломатические отношения между Испанией и Коморами, установленные 1 марта 1983 года. Коморские Острова не имеют посольства в Испании, но их посольство в Париже, Франция, аккредитовано к Испании. У Испании нет посольства на Коморских островах, но есть посольство в Претории, Южная Африка, аккредитованное к Коморам.

## Экономические отношения
Экономическое присутствие Испании на Коморских островах сосредоточено на её флоте тунца в Индийском океане, который извлекает выгоду соглашения о рыболовстве с Европейским Союзом, протокол к которому был продлен.
На Коморских Островах туризм рассматривается как сектор с большими возможностями для развития, сектор, в котором существуют важные возможности для испанских гостиничных компаний, уже присутствующих в регионе. То же самое можно сказать и об углеводородном секторе, как только будет доказано существование нефти и газа, как и в случае с его соседями.

## Сотрудничество
Хотя Коморские Острова не являются приоритетной или предпочтительной страной в рамках Генерального плана испанского сотрудничества, Испания участвует в совместных усилиях по сотрудничеству, предпринимаемых Европейским союзом.